# Phaonia hohuanshanensis
Phaonia hohuanshanensis este o specie de muște din genul Phaonia, familia Muscidae, descrisă de Shinonaga și Huang în anul 2007.
Este endemică în Taiwan. Conform Catalogue of Life specia Phaonia hohuanshanensis nu are subspecii cunoscute.